# Ugo Sacerdote
Ugo Sacerdote (Torino, 25 ottobre 1924 – Torino, 1º luglio 2016) è stato un partigiano e ingegnere italiano di origine ebraica, combattente della Resistenza.

## Biografia
Nacque in una famiglia della borghesia ebraica torinese, figlio di Anselmo e di Emma Nizza.
Nel 1943 aderì al Partito d'Azione e dopo l'8 settembre partecipò alla lotta di liberazione all'interno della Banda Chiaves, delle formazioni di "Giustizia e Libertà" operanti in Val Pellice e della formazione partigiana "Val Chisone", diventando comandante di distaccamento della Brigata Valle Maira della 2ª Divisione.
Il 25 marzo 1944 Sacerdote, che si trovava in compagnia di Emanuele Artom, Franco Momigliano, Gustavo Malan e Ruggero Levi, fu raggiunto da una pattuglia di SS italiane: insieme ad altri riuscì a fuggire mentre Artom, sfinito, si lasciò prendere insieme a Ruggero Levi.
Nel dopoguerra Sacerdote completò i suoi studi laureandosi in ingegneria.
Dal 1946 al 1950 fu segretario generale dell'Unione Studenti Ebrei Italiani (USEI).
Sposò Alice Tedeschi e la coppia ebbe tre figlie: Laura, Luisa e Franca.
In tutto il dopoguerra Ugo Sacerdote si spese per tenere viva la memoria della resistenza e in particolare del suo amico Emanuele Artom, catturato e ucciso dopo terribili torture dai nazisti.
Fu capo dell’Ufficio Tecnico Studi Speciali della Fiat Aviazione e in questa veste lavorò agli scudi termici dei razzi Europa-1 e Europa-2, nonché allo sviluppo dei satelliti che sarebbero diventati ESRO e Cos-B.
Nel 1973 Fiat Aviazione costituì una joint venture con due aziende dell'IRI, Aerfer e Salmoiraghi, dando vita così ad Aeritalia: Sacerdote diventò direttore del settore spaziale della nuova azienda. In questa veste ebbe tra l'altro la responsabilità del controllo termico del satellite italiano Sirio.
Dal 1993 al 1997 Sacerdote fu Consigliere della Comunità Ebraica di Torino.
Morì a Torino il primo luglio 2016.
Alla sua morte, il presidente della giunta regionale Sergio Chiamparino formulò questo messaggio di condoglianze: «Desidero esprimere il mio cordoglio per la scomparsa dell'ing. Sacerdote, autorevole protagonista e testimone della nostra Resistenza, di cui, negli anni, ha saputo trasferire con tenacia e costanza i valori fondanti alle giovani generazioni. Alla famiglia, ai suoi cari, e a quanti hanno condiviso il suo impegno, va il mio abbraccio assieme a quello di tutti i piemontesi».